# 潘丽梅
潘丽梅（1981年11月—），广西上林人，壮族，九三学社社员。中华人民共和国政治人物、第十三届全国人民代表大会广东地区代表。

## 生平
2018年2月24日，当选为第十三届全国人大代表。